# マッチボックス (曲)
「マッチボックス」（Matchbox）は、カール・パーキンスの楽曲である。1956年12月にレコーディングが行われ、1957年にシングル盤『ユア・トゥルー・ラブ』のB面曲として発売された。主要な音楽チャートにはA面曲の「ユア・トゥルー・ラブ」のみがチャートインしたが、本作は1958年にジェリー・リー・ルイス、1964年にビートルズによってカバーされるなど、多数のアーティストによってカバーされたパーキンスの楽曲となっている。
歌詞には、ブラインド・レモン・ジェファーソンが1927年に発売した「マッチ・ボックス・ブルース」と共通のフレーズが含まれている。

## 背景
マ・レイニーは、1924年3月にイリノイ州シカゴで「Lost Wandering Blues」の録音を行なった。同作の歌詞では、「Matchbox」をスーツケースを表す単語として使用している。
I'm leaving this morning, with my clothes in my hand

I won't stop to wandering, till I find my man

I'm sitting here wondering', will a matchbox hold my clothes

I've got a sun to beat, I'll be farther down the road
その3年後、ブラインド・レモン・ジェファーソンが、1927年3月14日にジョージア州アトランタにあるオケ・レコードで録音した「マッチ・ボックス・ブルース」でこの言葉を使用。作家のポール・オリバーは、「レイニーもジェファーソンも、伝統的な使い方から（このフレーズを）取り入れたのではないか」と述べている。

## オリジナル・バージョン
ある時、スタジオを訪れていたパーキンスの父バックがパーキンスに対し「マッチ・ボックス・ブルース」を演奏するよう提案した。バックは「マッチ・ボックス・ブルース」の歌詞のうちのわずか数行を記憶しているにすぎなかったが、パーキンスは当時サン・スタジオのセッション・ミュージシャンであったジェリー・リー・ルイスが弾き始めたピアノのリフに併せて、ギターの弾き語りで即興演奏を始めた。その後、1956年12月4日にメンフィス・レコーディング・サービスで「マッチボックス」の正式な録音が行なわれた。
パーキンスは、マ・レイニーの曲もブラインド・レモン・ジェファーソンの曲を聴いたことがなく、小作人である父バックが何年も前にラジオもしくは畑仕事で聴いていたのではないかと推測している。両者の楽曲では共通のフレーズが見受けられるが、ジェファーソンの「マッチ・ボックス・ブルース」では強健な女性について歌われているのに対して、パーキンスの「マッチボックス」では愛に飢えた前途多難な「貧しい少年」について歌われている。
「マッチボックス」は、1957年にシングル盤『ユア・トゥルー・ラブ』のB面曲として発売された。同年2月2日にABCの『Ozark Jubilee』で演奏された後、1957年にテックス・リッターが司会を務める『Ranch Party』でも演奏された。

## ビートルズによるカバー
パーキンスのファンであったビートルズは、1961年から1962年までに「マッチボックス」を演奏していた。当時のドラマーであるピート・ベストは1962年8月に解雇されるまで本作のリードボーカルを担当していた。当時のライブ音源は、1977年に発売された『デビュー! ビートルズ・ライヴ'62』に収録されている。その後ベストの後任として加入したリンゴ・スターは、1963年7月にBBCラジオの番組『Pop Go The Beatles』からリードボーカルを担当している。この時の演奏は、1994年に発売された『ザ・ビートルズ・ライヴ!! アット・ザ・BBC』に収録されている。
ビートルズは、1964年6月1日にパーキンスをスタジオに迎えて「マッチボックス」のカバー版を録音した。当時について、スターは後に「喉の調子が悪くてとても恥ずかしかった」と語っているが、この2日後にスターは急性扁桃炎と咽頭炎で入院し、ツアーへの参加を見合わせることとなった。音楽評論家のイアン・マクドナルドは、ビートルズによるカバー・バージョンについて「平坦な足取り」と評し、パーキンスのギター奏法を研究したジョージ・ハリスンだけが「やる気を見せている」と付け加えている。
「マッチボックス」は、イギリスでは6月19日にEP『のっぽのサリー』の最後の楽曲として発売された。アメリカでは、7月にキャピトル・レコードから発売されたアルバム『サムシング・ニュー』に収録された後、8月24日に「スロー・ダウン」をB面に収録したシングル盤として発売された。アメリカのBillboard Hot 100や『キャッシュボックス』誌のチャート、カナダのRPM Top 40チャートでは最高位17位を記録した。その後、『ロックン・ロール・ミュージック』や『パスト・マスターズ』、『モノ・マスターズ』などのコンピレーション・アルバムにも収録された。

### クレジット
※出典
- ジョン・レノン - リズムギター
- ポール・マッカートニー - ベース
- ジョージ・ハリスン - リードギター
- リンゴ・スター - ドラム、ボーカル
- ジョージ・マーティン - ピアノ

### チャート成績
| チャート (1964年)        | 最高位 |
| ------------------------ | ------ |
| Canada Top Singles (RPM) | 17     |
| US Billboard Hot 100     | 17     |
| US Cash Box Top 100      | 17     |

| チャート (1964年)                           | 最高位 |
| ------------------------------------------- | ------ |
| 日本 (ミュージック・マンスリー洋楽チャート) | 4      |